# RTK BLU
RTK Blu ist eine seit 2009 ausgestrahlte Fernsehshow des Senders RTK. Moderatoren der Show sind neben Resul Sinani auch Fëllënza Çitaku und Kaltrina Ajeti.

## Geschichte
Die Sendung wurde seit der Erstausstrahlung im Januar 2009 sehr gut von den kosovarischen Zuschauern aufgenommen, jedoch endete die erste Staffel im Juni 2009. Es war unklar, ob eine 2. Staffel folgen würde, doch seit dem 16. Januar 2010 wurde eine 2. Staffel ausgestrahlt. Am 13. Juni 2010 wurde die letzte Folge der 2. Staffel gesendet.

## Ausstrahlung
Die Sendung wird samstags und sonntags morgen von 10:00 Uhr bis um 12:00 Uhr live aus Priština ausgestrahlt.

## Thematischer Inhalt
Die Sendung wird in verschiedene Rubriken eingeteilt, samstags werden die Rubriken Intervista e Javës, Intervista në Çift, Debati, Loja përmes telefonit, Loja e fatit und Spote të zgjedhura muzikore ausgestrahlt. Sonntags werden die Rubriken Show Intervista, Intervistë me këngëtarë, Intervistën me njerëz të veçantë, Loja përmes telefonit, Loja e fatit und Spote të zgjedhura muzikore ausgestrahlt.
- Intervista e javës (dt. Interview der Woche): In dieser Rubrik werden verschiedene Personen eingeladen, die über ein Thema das die Woche prägte diskutieren.
- Intervista në Çift (dt. Interview in Paaren): In dieser Rubrik werden 2 Personen eingeladen, die über Freundschaft, Liebe und Arbeit sprechen.
- Debati (dt. Debatte): In dieser Rubrik werden Themen angesprochen, über die sonst nicht so offen geredet wird.
- Show Intervista (dt. Interviewshow): In diesem Teil der Show werden Gäste eingeladen, die über ein spezielles Thema (z. B. ihren Beruf) reden.
- Intervistë me këngëtarë (dt. Interview mit einem Sänger): Der eingeladene Sänger bzw. die eingeladene Sängerin erzählt über ihren Alltag, ihre Arbeit und das Private leben, zudem interpretiert der Künstler ein Lied.
- Intervista me njerëz të veçantë (dt. Interview mit wichtigen Menschen): In dieser Rubrik werden historische Personen und solche, die es über sich denken eingeladen, ihnen werden Fragen gestellt, die sie beantworten sollen.
- Loja përmes telefonit (dt. Telefonspiel): In dieser Rubrik können die Zuschauer direkt ins RTK Blu Studio anrufen und mitspielen, zuerst muss der Zuschauer 2 Fragen beantworten, wenn er diese richtig beantwortet hat kommt er in die 2. Phase des Spiels: 2 Würfel werden von einem Zuschauer im Studio geworfen, der Spieler muss anschließend per Telefon raten, wie viele Punkte der Würfel auf der oberen Seite anzeigt. Rät der Spieler richtig, so knackt er den Jackpot, der jeden Spieltag um 50 Euro erhöht wird.
- Loja e fatit (dt. Glücksspiel): Das Spiel funktioniert im "Deal or No Deal-Prinzip", so muss der Spieler im Studio 20 Zahlen aufdecken, die von 1 Cent bis zu 2000 Euro enthalten. Die Nummer, die zuletzt übrig bleibt, wird aufgedeckt und den Betrag, der dahinter steckt, gewinnt der Spieler.